# Бюшинг, Иоганн Густав
Иоганн Густав Готлиб Бюшинг (нем. Johann Gustav Gottlieb Büsching; 19 сентября 1783, Берлин — 4 мая 1829, Бреслау) — немецкий археолог, германист, историк литературы, исследователь германских древностей, фольклорист, коллекционер. Педагог, профессор.

## Биография
Родился двенадцатым из 13 детей в семье Антона Фридриха Бюшинга, известного немецкого теолога, географа и педагога.
Изучал право в университетах Эрлангена и Галле. С 1803 — член Студенческой корпорации. После работал чиновником в Берлине.
Увлеченный успехами своего друга германиста Фридриха-Генриха фон дер Хагена, всецело отдался изучению древнегерманской поэзии, сбору старинных народных песен и легенд. Вместе с Хагеном в 1807 году опубликовал сборник немецких народных песен «Volkslieder», в 1808 — сборник средневековой немецкой поэзии «Deutsche Gedichte des Mittelalters», в 1809 году — книгу любовной лирики «Buch der Liebe».
В 1811 году был назначен королевским архивариусом в Бреслау (ныне Вроцлав, Польша .
С 1817 года — профессор археологии в университете Бреслау.
Собирал старинные легенды, саги, песни, средневековую поэзию, сказки и другое.
Обнаружил в архивах «Книгу фехтования» («Das Fechtbuch») Альбрехта Дюрера, великого немецкого живописца и графика, основоположника искусства немецкого Возрождения. Ныне она хранится в национальном музее Вены.

## Избранные труды
- Sammlung deutscher Volkslieder,
- Der Deutschen Leben, Kunst u. Wissen im Mittelalter, 4 т.;
- Ritterzeit u. Ritterewesen, 2 т.;
- Метрический перевод «Нибелунгов»
- Deutsche Gedichte des Mittelalters. 1808.
- Buch der Liebe. Berlin 1809.
- Volks-Sagen, Märchen und Legenden. Carl Heinrich Reclam, Leipzig 1812.
- Reprograf. Nachdr. d. Ausg. Leipzig 1812 als Digitalisierte Ausgabe der Universitäts- und * Landesbibliothek Düsseldorf
- Das Bild des Gottes Tyr, gefunden in Oberschlesien. Breslau 1819.
- Die Alterthümer der heidnischen Zeit Schlesiens. Band 1, Breslau 1820.
- Das Schloß der deutschen Ritter zu Marienburg. Berlin 1823 (Volltext).
- Abriß der deutschen Alterthumskunde. Weimar 1824.
- Friedrich Heinrich von der Hagen und Johann Gustav Büsching: Literarischer Grundriß zur Geschichte der Deutschen Poesie von der ältesten Zeit bis in das sechzehnte Jahrhundert. Berlin 1812.

Умер в результате сердечной недостаточности.

## Источник
- Бюшинг // Малый энциклопедический словарь Брокгауза и Ефрона. — 2-е изд., вновь перераб. и значит. доп. — Т. 1—2. — СПб., 1907—1909.
- The New International Encyclopædia/Büsching, Johann Gustav Gottlieb Архивная копия от 25 января 2012 на Wayback Machine (англ.)